# 누만티아 공방전
켈티베리아인들의 오피둠인 누만티아는 이전에도 로마군의 공격을 받은 바 있으나, 누만티아 공방전은 로마 공화정의 병력과 히스파니아 키테리오르의 토착민 병력 간 벌어진, 장기간 지속된 누만티아 전쟁의 절정이자 평정으로 이끈 결정적 전투이다. 누만티아 전쟁은 켈티베리아 전쟁의 세 번째 전쟁이며 기원전 143년에 일어났다. 10년 뒤인, 기원전 133년, 로마의 장군이자 제3차 포에니 전쟁의 영웅 스키피오 아이밀리아누스 아프리카누스가 켈티베리아의 핵심 도시 누만티아를 복속시켜냈다.

## 로마의 준비
기원전 135년 말, 로마 원로원은 민중들의 요구에 따라 스키피오를 집정관에 다시 임명하고 하위 장군들이 끝내지 못한 전쟁을 종결시키기 위해 히스파니아에 그를 파견하였다. 스키피오는 이베리아에 주둔하던 병력이 사기가 떨어져 있음을 알게 된다. 약탈할 기회가 적었기 때문에, 모병으로 이끌 유인이 거의 없었다. 스키피오는 그럼에도 병력 20,000명과 용병 및 동맹군 40,000명을 모집했으며, 특히 유구르타가 이끄는 누미디아 기병대와 북아프리카코끼리 12마리가 있었다. 공격 병력은 지속적인 행군을 통해 혹독한 훈련을 받았고 스키피오가 누만티아를 포위하기 전 몇 차례 소규모 접전에서 승전을 거두기도 했다.  그는 누만티아를 말려 죽이기로 계획하고 공격을 가하지 않았다.

## 공방 작업
스키피오의 병력은 도시를 둘러싼 포위벽으로 인해 별도의 군영 두 곳을 구축했다. 그는 도시의 성벽과 본인의 포위벽 사이에 호수를 만들기 위해 인근 습지에 댐을 세웠다. 지면에서 10 피트 높이에 있는 일곱 개의 탑 사이사이에 배치된 탑들에서, 그의 궁수들은 누만티아 안으로 화살을 쏠 수 있었다. 또한 그는 구원군으로부터 군영 (최종적으로는 5개)을 보호하기 위한 외벽을 세웠다.
스키피오는 또한 두에로강으로부터 누만티아를 고립하기 위한 설계를 했다. 그는 강으로 드나드는 지점에 탑을 세웠고 배나 수영하는 사람이 도시로 들어오거나 나가는 것을 막기 위해 칼날이 달린 밧줄을 강에 가로질러 걸었다.

## 반격
누만티아인들은 한 차례 실패했다가 이들의 가장 뛰어난 전사인 레토게네스(Rhetogenes)가 이끄는 소수 분견대가 봉쇄선을 통과해 강을 내려가는 데 성공했다. 처음에는 아레바키족으로 향했으나, 그의 청원은 무시되었다. 그런 다음에 루티아로 가서 젊은이들한테서 긍정적은 회신을 받았지만, 연장자 측에서는 누만티아에서 와 부족 젊은이 400명을 사로잡고 손목을 잘라버린 스키피오를 경계했다. 스키피오가 돌아온 뒤, 누만티아의 지도자 아바루스는 협상에 돌입했다.

## 항복
누만티아 측의 첫 대표단은 항복을 대가로 자신들의 자유를 요구했지만, 스키피오는 이를 거부했다. 그들은 로마인들과 밀약을 맺었다고 의심한 분노한 민중에게, 귀환하자마자 살해당했다. 도시는 항복을 거부했고 굶주림이 시작되었다, 식인이 잇따랐고 결국에 일부는 자신들 가족 전체와 집단 자살을 하기 시작했다. 최종적으로 남은 이들은 도시에 불이 붙게 되자 항복하였다. 스키피오는 도시를 점령하고 완전히 파괴했다. 이때가 133년 여름 말이었다.

## 유산
누만티아 공방전은 고대 이베리아인들의 자유에 대한 의식을 존경하고 로마 군단병에 맞선 이들의 전투 기술을 인정하던 일부 로마 역사가들에 의해 기록으로 남았다. 미겔 데 세르반테스 ('돈 키호테' 저자)는 이 사건에 대한 희곡 '라 누민시아'를 썼으며, 그의 가장 유명한 명작 중 하나로 현재까지 남아 있다. 좀 더 최근에는, 카를로스 푸엔테스가 이 사건에 대한 단편 이야기를 썼으며 1994년에 발행된 그의 모음집 '오렌지 나무'에서 '두 누만티아인'으로 기재되어 있다. 2017년, 스페인 관계자들은 누만티아 공방전 2150주년을 기념하는 행사를 개최했다. 스페인 해군의 선박 중 3척이 이 공방전을 기념하는 '누만시아'라는 이름을 갖고 있다.

## 참고 문헌
- Davis, Paul K. Besieged: 100 Great Sieges from Jericho to Sarajevo. Oxford University Press, 2001.